# گوتوف ماوه
گوتوف ماوه (به لاتین: Gutów Mały) یک روستا در لهستان است که در گمینا گرابیتسا واقع شده‌است. گوتوف ماوه ۸۰ نفر جمعیت دارد.